# Félix Tshisekedi
Félix Antoine Tshilombo Tshisekedi (Kinshasa, 13 giugno 1963) è un politico della Repubblica Democratica del Congo di cui è presidente.

## Biografia
Tshisekedi nacque a Kinshasa il 13 giugno del 1963. 
È il leader dell'Unione per la Democrazia e il Progresso Sociale (UDPS), il partito politico di opposizione più grande mai esistito nella RDC, dal 31 marzo 2018. È il figlio maggiore di Étienne Tshisekedi, tre volte Primo Ministro dello Zaire sotto Mobutu Sese Seko e anch'esso leader dell'opposizione. Tshisekedi è stato il candidato dell'UDPS nelle elezioni presidenziali del 30 dicembre 2018, vincendole, nonostante le accuse di irregolarità e brogli da parte delle organizzazioni di monitoraggio elettorale e della Chiesa cattolica. La sua vittoria è stata confermata dalla Corte costituzionale della RDC anche se un altro politico dell'opposizione, Martin Fayulu, ha contestato il risultato.
Il suo mandato è formalmente iniziato il 25 gennaio 2019. Il 7 aprile ha nominato Primo Ministro il suo alleato Vital Kamerhe.
Il 13 marzo 2019 Tshisekedi ha firmato un decreto per la liberazione di 700 prigionieri, tra cui oppositori politici di Kabila.